# خمسون ظل لبلاك
خمسون ظل لبلاك (بالإنجليزية: Fifty Shades of Black)‏ هو فيلم كوميدي أمريكي تم إنتاجه في سنة 2016 وهو من إخراج مايكل تيدس وبطولة مارلون ويانز وكالي هوك وأفيون كروكيت وجين سيمور، قصة الفيلم هو محاكاة سخرية للفيلم الرومانسي الدرامي خمسين ظل من جراي الذي تم إنتاجه في سنة 2015. تم إنتاج هذا الفيلم في يناير 2016 ووصلت مبيعاته ل22 مليون دولار أمريكي.

## القصة
تدور أحداث القصة حول طالبة جامعية عديمة الخبرة تتقابل مع أحد رجال الأعمال الأثرياء، ولكن رجل الأعمال لديه ميول جنسية قوية تتسبب في وضع ضغط كبير على علاقتهما.

## البطولة
- مارلون ويانز بدور كرستيان بلاك
- كالي هوك بدور هانا ستيل
- جيني زيغرينو بدور كاتيشا كافهيلناه
- جين سيمور بدور كلير بلاك
- فريد ويلارد بدور غاري بلاك
- مايك ايبس بدور رون ستيل
- إيرين تشوي بدور ماي بلاك
- كينغ باخ بدور جيس
- ميرسيا مونرو بدور بيكي
- أفيون كروكيت بدور إيلي بلاك
- كيت مينر بدور أشلي
- فلورنس هندرسون بدور السيدة روبنسون
- ديف شيريدان بدور غريت مستريو

## التقييم
حصل الفيلم على تقييم 7% في موقع الطماطم الفاسدة بناءً على 42 مراجعة، ذكر النقاد أن الفيلم غير منظم ومحاكاة فاشلة. في موقع ميتاكريتيك حصل الفيلم على درجة 28 من 100 وحصل على 11 نقد معظمها سلبي.

## وصلات خارجية
- خمسون ظل لبلاك على موقع IMDb (الإنجليزية)
- خمسون ظل لبلاك على موقع ميتاكريتيك (الإنجليزية)
- خمسون ظل لبلاك على موقع روتن توميتوز (الإنجليزية)
- خمسون ظل لبلاك على موقع نتفليكس (الإنجليزية)
- خمسون ظل لبلاك على موقع قاعدة بيانات الأفلام العربية
- خمسون ظل لبلاك على موقع ألو سيني (الفرنسية)
- خمسون ظل لبلاك على موقع Turner Classic Movies (الإنجليزية)
- خمسون ظل لبلاك على موقع أول موفي (الإنجليزية)
- خمسون ظل لبلاك على موقع بوكس أوفيس موجو (الإنجليزية)
- خمسون ظل لبلاك على موقع فيلمافينيتي (الإسبانية)

- الموقع الرسمي
- خمسون ظل لبلاك على قاعدة بيانات الأفلام على الإنترنت